# Phoradendron
Phoradendron ist eine Pflanzengattung innerhalb der Familie der Sandelholzgewächse (Santalaceae). Die etwa 240 Arten sind in der Neuen Welt weitverbreitet. Diese parasitischen Pflanzen wachsen auf Bäumen.

## Beschreibung

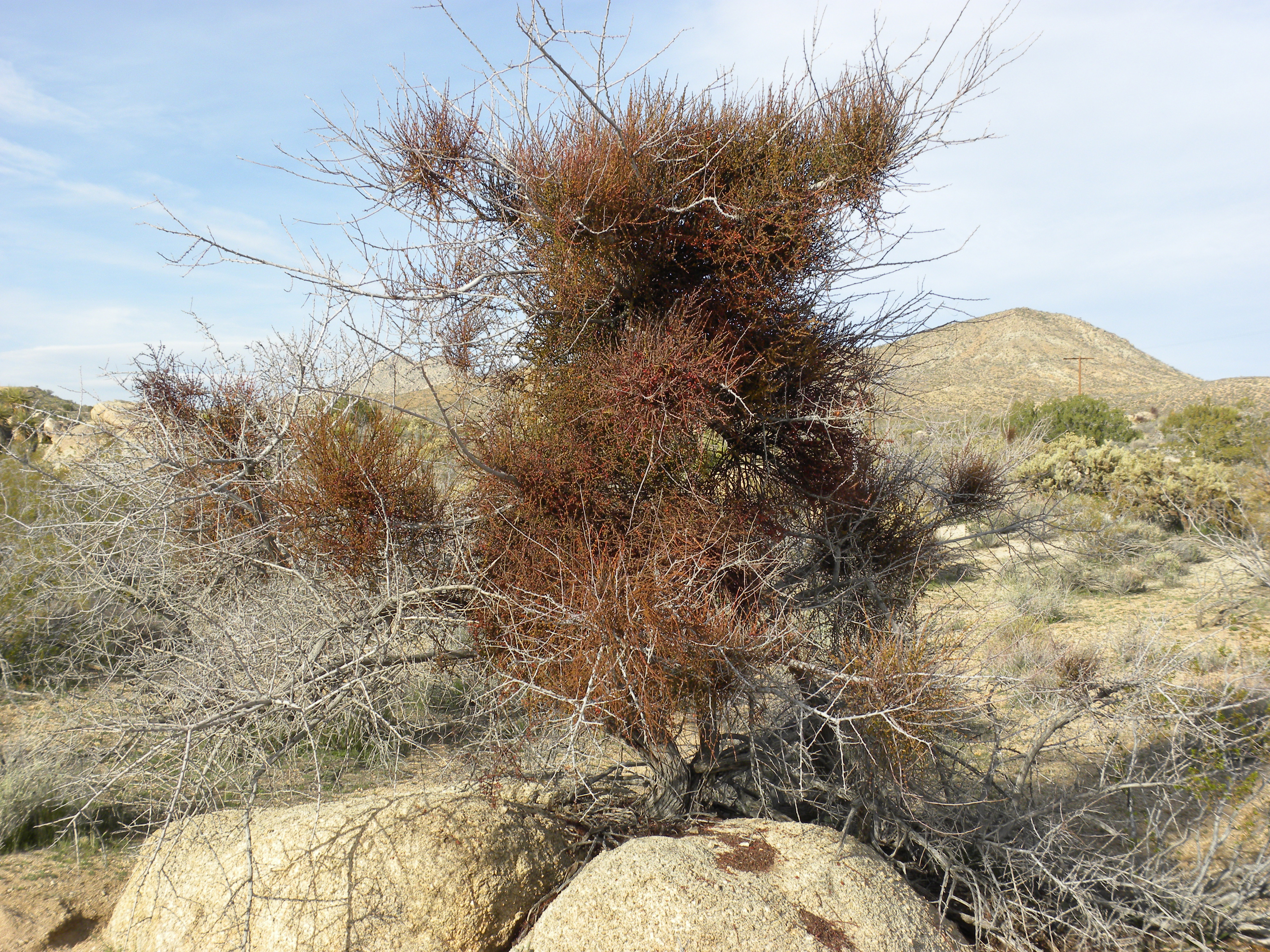
Habitus von Phoradendron californicum im Habitat

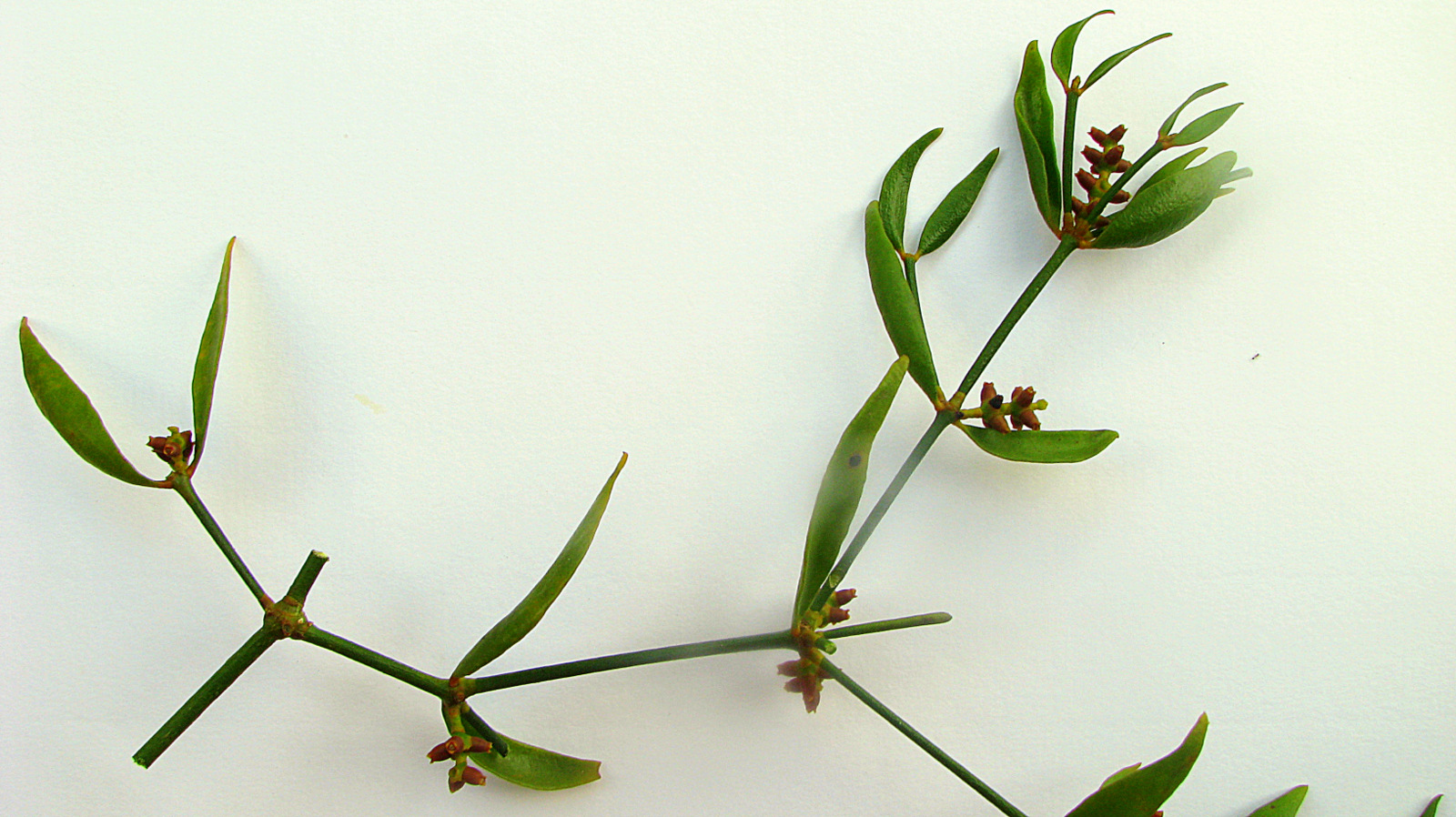
Dichotome Verzweigung von Phoradendron strongyloclados

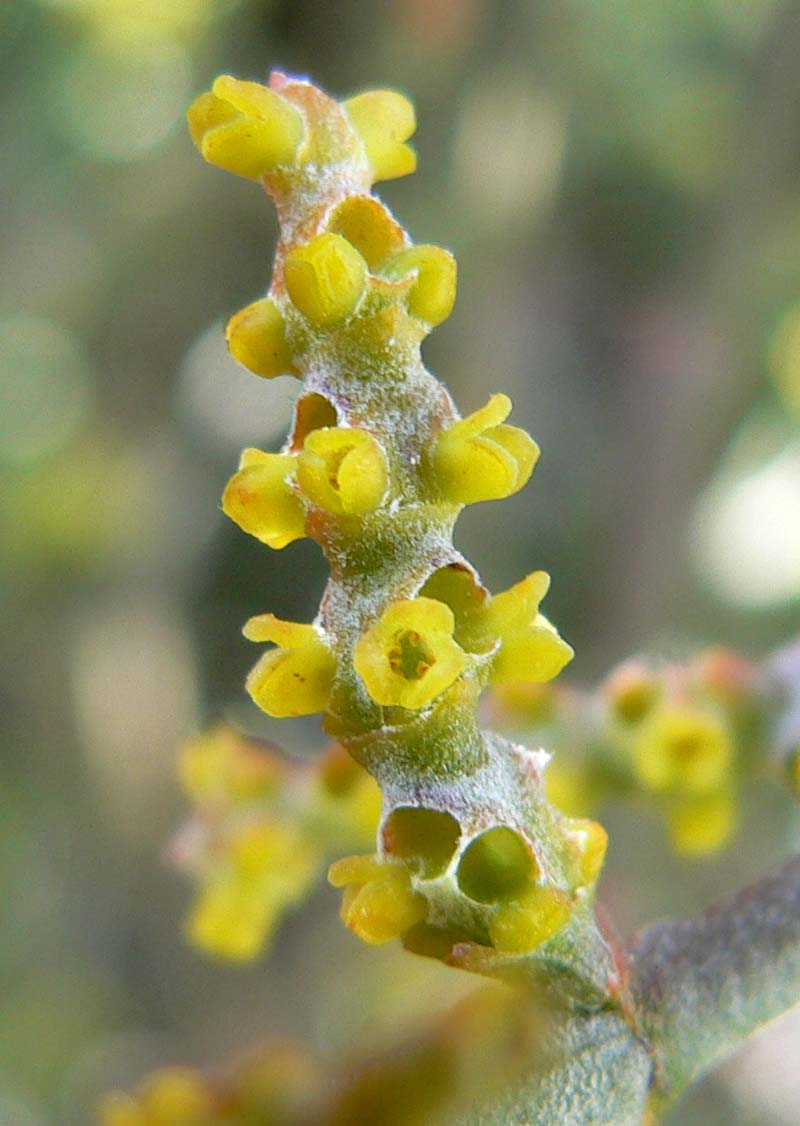
Blütenstand von Phoradendron californicum

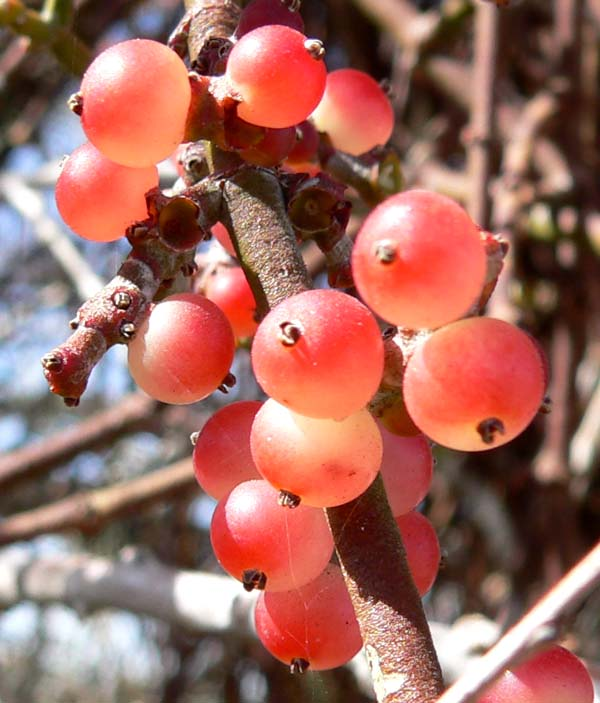
Früchte von Phoradendron californicum

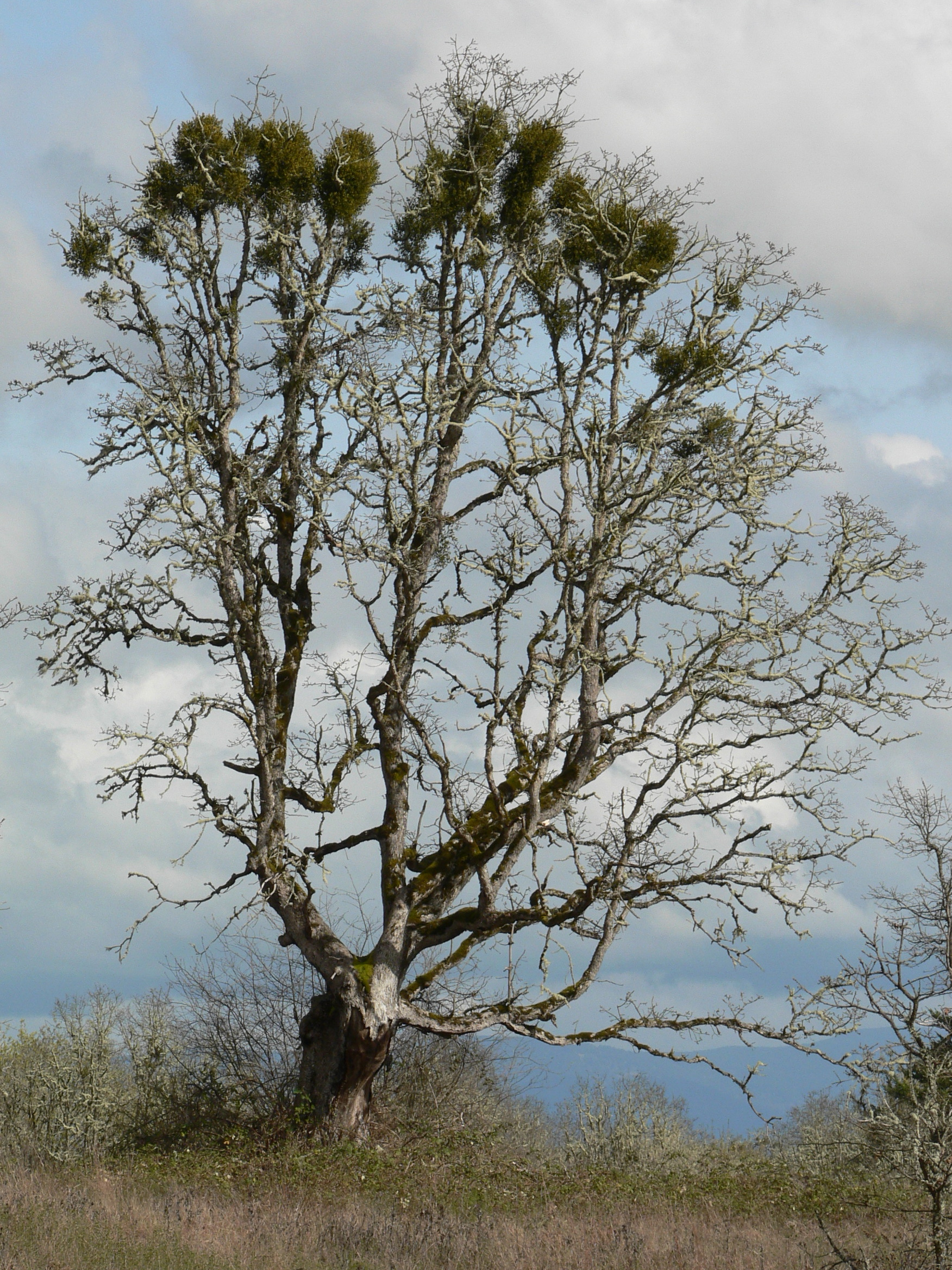
Phoradendron leucarpum auf einer Oregon-Eiche (Quercus garryana var. garryana)

### Vegetative Merkmale
Phoradendron-Arten sind verholzende Sträucher, die hemiparasitisch auf Bäumen wachsen. Als Wirtspflanzen kommen Nadel- und Laubbäume in Frage. Manche Arten sind auf einzelne Wirtsbaumarten spezialisiert, viele können jedoch ein weites Spektrum verschiedener Baumarten befallen. Ihre Zweige werden je nach Art 10 bis 80 Zentimeter lang; sie verzweigen dichotom.
Die gegenständigen Blätter sind bei manchen Arten 2 bis 5 cm lang, bei anderen wie Phoradendron californicum dagegen sehr klein. Die Pflanzen betreiben Photosynthese, ziehen aber Nährstoffe und Wasser aus der Wirtspflanze. Das unter der Rinde der Wirtspflanze verborgene Wurzelsystem kann auch ohne die sichtbaren Pflanzenteile weiterleben.

### Generative Merkmale
Phoradendron-Arten sind zweihäusig (diözisch), es gibt also männliche und weibliche Pflanzenexemplare. Die Blüten sind klein und unscheinbar; sie sind grüngelb und 1 bis 3 mm groß. Männliche und weibliche Blüten sind vom Aussehen so ähnlich, dass das Geschlecht eines Pflanzenexemplars oft erst zur Zeit des Fruchtansatzes erkennbar ist.
Die Früchte sind Beeren, die je nach Art im reifen Zustand die Farben weiß, gelb, orange oder rot annehmen. Im sehr klebrigen Fruchtfleisch befinden sich mehrere Samen.
Die Chromosomengrundzahl beträgt x = 14.

## Ökologie
Die Ausbreitung der Samen geschieht über Vögel wie den Zedernseidenschwanz (Bombycilla cedrorum) und den Trauerseidenschnäpper (Phainopepla nitens).

## Systematik und Verbreitung
Die Gattung Phoradendron wurde 1848 durch Thomas Nuttall in Journal of the Academy of Natural Sciences of Philadelphia, Second Series, 1, 2, Seite 185–186 aufgestellt. Der Gattungsname Phoradendron setzt sich aus den griechischen Wörtern phor für Dieb und dendron für Baum zusammen, dies bezieht sich auf den Parasitismus. Als Lectotypus-Art wurde 1913 Phoradendron californicum Nutt. durch Nathaniel Lord Britton in Addison Brown: An Illustrated Flora of the Northern United States, 2. Auflage, 1, Seite 639 festgelegt. Synonyme für Phoradendron Nutt. sind Allobium Miers, Baratostachys (Korth.) Kuntze, Baratostachys Uphof, Spiciviscum Engelm. ex A.Gray, Spiciviscum H.Karst., Viscum sect. Baratostachys Korth., Baratostachys sect. Phorodendrum (Nutt.) Kuntze.
Früher wurde die Gattung Phoradendron in eine eigene Familie Viscaceae gestellt. Molekulargenetische Forschungsergebnisse haben gezeigt, dass diese Gattung in die Familie der Sandelholzgewächse (Santalaceae) zu stellen ist.
Phoradendron-Arten sind in den tropischen bis warm-gemäßigten Gebieten der Neuen Welt verbreitet. Sie sind von den USA über Mexiko, Zentralamerika und Karibischen Inseln bis Südamerika weitverbreitet.
In der Gattung Phoradendron gibt es etwa 240 Arten. Hier eine Artenauswahl:
- Phoradendron anceps (Spreng.) G.Maza: Sie kommt auf Karibischen Inseln und in Venezuela vor.[5]
- Phoradendron barahonae Urban & Trel.: Sie kommt auf Kuba, Hispaniola, Puerto Rico und in Venezuela vor.
- Phoradendron bolleanum (Seem.) Eichl. (Syn.: Phoradendron pauciflorum Torr.): Sie kommt in den US-Bundesstaaten Oregon, Kalifornien, Arizona, New Mexico sowie Texas und in Guatemala vor.[4]
- Phoradendron californicum Nutt.: Sie kommt in den US-Bundesstaaten Arizona, Kalifornien, Nevada sowie Utah und im nördlichen Mexiko vor.[4]
- Phoradendron capitellatum Torr. ex Trel.: Sie kommt in den US-Bundesstaaten Arizona, New Mexico sowie Texas und in Mexiko vor.[1]
- Phoradendron coryae Trel.: Sie wird auch als Unterart Phoradendron villosum subsp. coryae (Trelease) Wiens zu Phoradendron villosum gestellt.[1]
- Phoradendron densum Torr. ex Trel.: Oregon, Kalifornien und nördliches Mexiko.[6]
- Phoradendron dipterum Eichler (Syn.: Phoradendron tetrapterum Krug & Urban): Mexiko bis tropisches Amerika.[6]
- Phoradendron hawksworthii (Wiens) Wiens: Texas, New Mexico und nordöstliches Mexiko.[6]
- Phoradendron hexastichum (DC.) Griseb.: Mexiko und Karibik bis tropisches Amerika.[6]
- Phoradendron juniperinum Engelm. ex Gray (Syn.: Phoradendron libocedri (Engelm.) Howell[1]): Sie kommt in den US-Bundesstaaten Arizona, Kalifornien, Nevada, Utah, Oregon, Colorado sowie New Mexico, Texas und im nördlichen Mexiko vor.[4]
- Phoradendron leucarpum (Raf.) Reveal & M. C.Johnst. (Syn. Phoradendron flavescens (Pursh) Nutt. ex A.Gray,Phoradendron macrophyllum (Engelm.) Cockerell[1], Phoradendron serotinum (Raf.) M.C.Johnst., Phoradendron tomentosum (DC.) A.Gray, Viscum leucarpum Raf., Viscum serotinum Raf., Viscum tomentosum DC.): Sie kommt in den Vereinigten Staaten und in Mexiko vor.[4][1]
- Phoradendron mucronatum (DC.) Krug & Urban: Südliches Mexiko bis tropisches Amerika.[6]
- Phoradendron piperoides (Kunth) Trel. (Syn.: Phoradendron dichotomum (Bertero) Krug & Urban): Sie ist von Mexiko über Zentralamerika und auf Karibischen Inseln bis Südamerika weitverbreitet.[4]
- Phoradendron quadrangulare (Kunth) Griseb.: Sie ist von Mexiko über Zentralamerika und auf Karibischen Inseln bis Südamerika weitverbreitet.[4]
- Phoradendron racemosum (Aubl.) Krug & Urban: Mittelamerika, Karibik und tropisches Südamerika.[6]
- Phoradendron rubrum (L.) Griseb. (Syn. Viscum rubrum L.): Sie kommt in Florida, in Kuba, Haiti, Puerto Rico, auf den Cayman-Inseln und auf den Bahamas vor.[4]
- Phoradendron strongyloclados Eichler: Sie ist im tropischen Südamerika in Bolivien, Venezuela, Brasilien und in den Guyanas verbreitet.[5]
- Phoradendron trinervium (Lam.) Griseb.: Tropisches Amerika.[6]
- Phoradendron villosum (Nuttall) Nuttall ex Engelmann (Syn.: Viscum villosum Nutt., Phoradendron villosum (Nutt.) Engelm.): Es gibt drei Unterarten:
  - Phoradendron villosum subsp. coryae (Trelease) Wiens (Syn.: Phoradendron coryae Trel.): Sie kommt in den US-Bundesstaaten Arizona, New Mexico sowie Texas und in den mexikanischen Bundesstaaten Chihuahua, Coahuila sowie Sonora vor.[1]
  - Phoradendron villosum subsp. flavum (I.M.Johnston) Wiens: Sie kommt in den mexikanischen Bundesstaaten Coahuila und Durango vor.[1]
  - Phoradendron villosum subsp. villosum: Sie kommt von Oregon über Kalifornien bis Baja California vor.[1]

## Inhaltsstoffe
Blätter und Beeren einiger Arten der Gattung Phoradendron sind giftig.